# Centrotypus
Centrotypus är ett släkte av insekter. Centrotypus ingår i familjen hornstritar.

## Dottertaxa tillCentrotypus, i alfabetisk ordning[1]
- Centrotypus acuticornis
- Centrotypus aduncus
- Centrotypus amplicornis
- Centrotypus assamensis
- Centrotypus ater
- Centrotypus belus
- Centrotypus bowringi
- Centrotypus chrysopterus
- Centrotypus curvocornis
- Centrotypus erigens
- Centrotypus flavescens
- Centrotypus flexuosa
- Centrotypus folicornis
- Centrotypus forticornis
- Centrotypus heinrichsi
- Centrotypus javanensis
- Centrotypus laminifer
- Centrotypus langei
- Centrotypus laticornis
- Centrotypus latimargo
- Centrotypus longicornis
- Centrotypus malabaricus
- Centrotypus merinjakensis
- Centrotypus neocornis
- Centrotypus neuter
- Centrotypus nigris
- Centrotypus ortus
- Centrotypus oxyricornis
- Centrotypus pactolus
- Centrotypus perakensis
- Centrotypus pulniensis
- Centrotypus securis
- Centrotypus shelfordi
- Centrotypus siamensis
- Centrotypus tauriformis
- Centrotypus taurus